# Motteville
Motteville är en kommun i departementet Seine-Maritime i regionen Normandie i norra Frankrike. Kommunen ligger i kantonen Yerville som tillhör arrondissementet Rouen. År 2022 hade Motteville 768 invånare.

## Befolkningsutveckling
Antalet invånare i kommunen Motteville
| Referens: INSEE |